# Ewald Kooiman

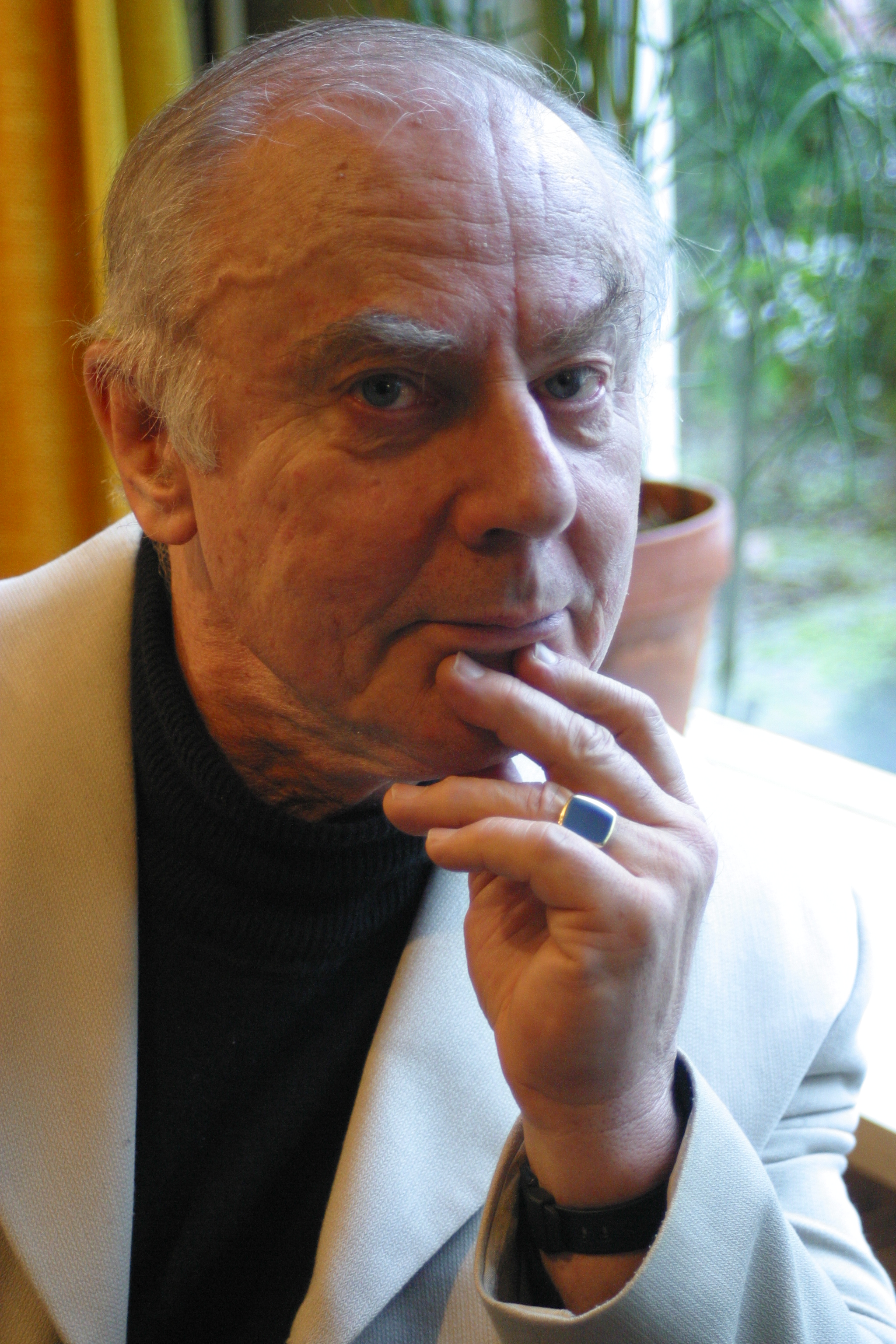
Ewald Kooiman

Ewald Kooiman (Wormer, 14 juni 1938 - Hurghada, 25 januari 2009) was een Nederlandse organist, musicoloog en hoogleraar orgelkunde.

## Biografie
Hij combineerde een studie Franse taal- en letterkunde met orgelstudies in Amsterdam bij Piet Kee en aan de Schola Cantorum de Paris bij Jean Langlais. In beide steden werd hij bij zijn afstuderen bekroond: in Parijs met de Prix de Virtuosité (1963) en in Amsterdam met de Prix d’Excellence (1969).
Al tijdens zijn studie raakte hij geïnteresseerd in de authentieke uitvoeringspraktijk van Oude Muziek zoals die in die jaren door voortrekkers als Gustav Leonhardt en Nikolaus Harnoncourt werd gepropageerd. Kooiman heeft daarover ook gepubliceerd. Ook was hij redacteur van de uitgave van vele tientallen delen met grotendeels onbekende orgelmuziek onder de titels Incognita Organo en Repro Organo.
Kooiman promoveerde in 1975 aan de Vrije Universiteit in Amsterdam op een dissertatie gewijd aan het Franse Tombel de Chartrose. Aan diezelfde universiteit doceerde hij Oudfrans en werd hij later hoogleraar orgelkunde. Ewald Kooiman was tevens universiteitsorganist bij de VU en gaf regelmatig korte concerten op het (mede op zijn initiatief) door Jean-Georges Koenig gebouwde 'Couperin-orgel' in de aula.
Daarnaast was hij hoofdvakdocent Orgel aan het Sweelinck Conservatorium (later Conservatorium Amsterdam). Als een van de vaste docenten was hij jarenlang verbonden aan de Internationale Zomeracademie voor Organisten, onderdeel van het Internationaal Orgelfestival Haarlem.
Kooiman was een veelzijdig concertorganist met een groot repertoire. Hij trad veelvuldig op in binnen- en buitenland. Hij heeft vele tientallen opnamen gemaakt, waaronder tweemaal het volledig orgelwerk van Johann Sebastian Bach. Van een derde complete serie - op Silbermann-orgels in de Elzas - heeft hij 8 cd's kunnen afmaken. De totale serie van 19 cd's, voltooid door Gerhard Gnann, Ute Gremmel-Geuchen en Bernhard Klapprott, werd op 4 september 2012 in de Haarlemse Grote of Sint-Bavokerk aan Kooimans kleinkinderen gepresenteerd door hun oom Jos van der Kooy. Die behoorde tot Kooimans leerlingen, evenals Christine Kamp.
Ewald Kooiman overleed begin 2009 op zeventigjarige leeftijd aan een hartstilstand tijdens een vakantie in Egypte.

## Eerbewijzen
In 1995 ontving Kooiman de Vergulde medaille van de Franse Société Académique Arts-Sciences-Lettres. In 2003 kreeg hij de Preis der Deutschen Schallplattenkritik. Kooiman was Ridder in de Orde van de Nederlandse Leeuw, Lid van Verdienste van de Koninklijke Nederlandse Organisten Vereniging en drager van de Penning van Verdienste van de gemeente Haarlem.
Organisten als Cor Kee - Couperin-suite, 1980 - en diens zoon Piet Kee - Zeventig accoorden (en enige meer) voor Ewald, 2008 - droegen composities aan hem op.
Ter gelegenheid van zijn 70e verjaardag in 2008 werd hem bij een symposium aan de VU de essaybundel Pro Organo Pleno aangeboden.

## Uitspraken
- "Ik ben verslaafd aan de sportschool, want een goede conditie heb je wel nodig bij het spelen op oude orgels. Bovendien is het goed om ook eens andere mensen te zien dan organisten".
- "Competitie moet er zijn. Orgel spelen met een zesje is onvoldoende".
- "De orgels van Gottfried Silbermann zijn niet geschikt voor de orgelwerken van Johann Sebastian Bach".

## Publicaties (selectie)
- 18 contes français tirés du recueil intitulé “Le tombel de Chartrose”, édités avec variantes et précédés d'une introduction. Dissertatie Vrije Universiteit, Amsterdam, 1975.
- Cesar Franck en tijdgenoten, 1982
- Jacques Lemmens, Charles-Marie Widor en de Franse Bach-traditie, 1988
- Zur Interpretation der Orgelwerke Johann Sebastian Bachs (met Hermann J. Busch en Gerhard Weinberger), Kassel, 1995.

## Discografie (selectie)
- Johann Sebastian Bach: Complete orgelwerken. Opgenomen in de Dom (Arlesheim), Nieuwe Kerk (Amsterdam), Oude Kerk (Amsterdam), Martinikerk (Groningen), Bovenkerk (Kampen), Hooglandse Kerk (Leiden), Grote of Jacobijnerkerk (Leeuwarden), Schlosskapelle (Liebenburg), Grote Kerk (Maassluis), Sint-Janskathedraal ('s-Hertogenbosch), Klosterkirche (Steinfeld), St. Thomas (Strasbourg) en Grote of Sint-Niklaaskerk (Vollenhove). Uitg. KMK records, Hoofddorp, 1979-1985 (26 LP's).
- Johann Sebastian Bach: Complete orgelwerken. Opgenomen in de Grote of Sint-Laurenskerk (Alkmaar), Grote of Sint-Bavokerk (Haarlem),  Mariakerk (Meppel), Grote Kerk (Nijkerk), Broederkerk (Kampen) en kerken in Neresheim, Solingen, Ratingen, Weingarten en Weissenau. Uitg. Coronata, 1990-1997 (14 CD's).